# Lépin-le-Lac
Lépin-le-Lac település Franciaországban, Savoie megyében. Lakosainak száma 466 fő (2022. január 1.). Lépin-le-Lac Aiguebelette-le-Lac, Attignat-Oncin, La Bridoire, Saint-Alban-de-Montbel és Vimines községekkel határos.

## Népesség
A település népességének változása:
| Lakosok száma | 451  | 454  | 461  | 454  | 460  | 464  | 469  | 465  | 466  |
|               | 2013 | 2015 | 2016 | 2017 | 2018 | 2019 | 2020 | 2021 | 2022 |